# 西宮市立平木中学校
西宮市立平木中学校（にしのみやしりつ ひらきちゅうがっこう）は、兵庫県西宮市平木町にある公立中学校。

## 沿革
- 1978年（昭和53年）4月1日 - 西宮市立平木中学校創立。

## 部活動

### 運動部
- 野球部
- 陸上競技部
- サッカー部
- 剣道部
- 卓球部
- 女子バレーボール部
- バスケットボール部

### 文化部
- 吹奏楽部
- 園芸部
- 美術部

## 校区
- 西宮市立大社小学校の校区の一部
- 西宮市立平木小学校
- 西宮市立広田小学校の校区の一部

## 交通アクセス
- 阪急神戸本線・今津線 西宮北口駅より700m。徒歩9分
- JR神戸線 西宮駅 より1km。徒歩13分
- 阪急バス、阪神バス 室川町バス停下車から徒歩5分

## 著名な出身者
- 赤江珠緒 （フリーアナウンサー） - 元朝日放送アナウンサー 。中学2年まで在籍。
- 田口壮（元プロ野球選手）
- チャイルドプリンス（お笑い芸人）
- 大矢勇気 （陸上選手） - 東京パラリンピック銀メダリスト

## 校区が隣接している学校
- 西宮市立上ケ原中学校
- 西宮市立大社中学校
- 西宮市立深津中学校
- 西宮市立瓦木中学校
- 西宮市立甲陵中学校